# Ignatius Ganago
Ignatius Ganago (Douala, 16 februari 1999) is een Kameroens voetballer die doorgaans als aanvaller speelt. Hij verruilde RC Lens in september 2022 voor FC Nantes. Ganago debuteerde in 2019 in het Kameroens voetbalelftal.

## Clubcarrière
Ganago speelde van 2011 tot 2017 in de Kameroense jeugdacademie EFSB, waarna OGC Nice hem naar Frankrijk haalde. Hier debuteerde hij op 9 september 2017 in de Ligue 1, tegen AS Monaco. Hij viel na 74 minuten in voor Mario Balotelli en maakte elf minuten later zijn eerste competitietreffer. Hij maakte op 18 augustus 2018 zijn tweede doelpunt, tegen SM Caen. Ganago speelde drie seizoenen voor Nice, maar het lukte hem niet om basisspeler te worden. Hij tekende in juli 2020 bij RC Lens, dat in het voorgaande seizoen promoveerde uit de Ligue 2. Hier wachtte hem eenzelfde ervaring.
Ganago verruilde Lens in september 2022 voor FC Nantes, de winnaar van de Coupe de France in het voorgaande seizoen. Hiermee haalde hij ook in 2022/23 de eindstrijd van datzelfde toernooi. Deze keer moesten Nantes en hij genoegen nemen met een tweede plaats, achter Toulouse. Ganago maakte dat jaar voor het eerste een doelpunt in Europees verband, de 2–1 tijdens een groepsduel in de Europa League tegen Qarabağ. Daarmee besliste hij die wedstrijd.

## Interlandcarrière
Ganago debuteerde op 12 oktober 2019 in het Kameroens voetbalelftal. Bondscoach Toni Conceição gaf hem toen een basisplaats in een oefeninterland tegen Tunesië (0–0). Hij speelde dat jaar drie interlands en moest daarna twee jaar wachten voor zijn volgende oproep. Conceição nam hem vervolgens ook mee naar het Afrikaans kampioenschap 2021. Hij mocht daarop invallen in een groepswedstrijd tegen Ethiopië en beginnen in de wedstrijd om de derde plaats, tegen Burkina Faso. Kameroen en hij wonnen na strafschoppen.